# فيرغسون روتيتش
فيرغسون روتيتش (مواليد 30 نوفمبر 1989) هو عداء مسافات متوسطة كيني متخصص في سباقات 800 متر.